# The Simon Sisters
The Simon Sisters foi uma dupla de música folk estadunidense, formada em meados da década de 1960 por duas das irmãs Simon: Lucy e Carly.

## Histórico
As duas começaram a realizar viagens sem compromissos em que se apresentavam, até que no verão de 1963 foram de carona até Provincetown (no Cabo Cod, em Massachusetts) onde ao final do cabo havia um bar-clube chamado The Moors cuja atração havia sido convocada para a Guerra do Vietnã; as duas cantaram ali e depois, no mesmo verão, foram descobertas por Charlie Close, amigo de Lucy que era sócio de Harold Leventhal, empresário dos The Weavers e Pete Seeger; este então conseguiu que elas se apresentassem no programa de shows da ABC, Hootenanny.
A estreia na TV se deu logo após a apresentação dos Smothers Brothers e da Carter Family, no programa Hootenanny, cantando Turn! Turn! Turn!; as duas estavam rígidas e tensas, mas a combinação de suas vozes acabou agradando ao público e as duas, enquanto frequentavam suas escolas (ambas em Greenwich Village), passaram a realizar muitos shows em locais como o The Bitter End ou The Gaslight durante os meses seguintes graças à divulgação proporcionada pelo programa - por vezes chegaram a fazer até quatro apresentações em uma mesma noite.
O primeiro disco delas, "Winkin' Blinkin' and Nod" (aka "Meet The Simon Sisters"), um single, foi lançado em abril de 1964.

## Discografia

### Álbuns de estúdio
- 1964: Meet The Simon Sisters
- 1964: Cuddlebug
- 1969: The Simon Sisters Sing the Lobster Quadrille and Other Songs for Children

### Compilações e relançamentos
- 1973: Lucy & Carly – The Simon Sisters Sing for Children
- 2006: Winkin', Blinkin' and Nod: The Kapp Recordings (edição limitada - CD)
- 2008: Carly & Lucy Simon Sing Songs For Children